# ZIL-41047
A ZIL-41047 é uma limusine produzida pela ZIL na Rússia, porém a produção dos modelos ZIL cessou em 2010 devido à sua base de clientes anterior ter optado por veículos ocidentais mais modernos.

## Descrição

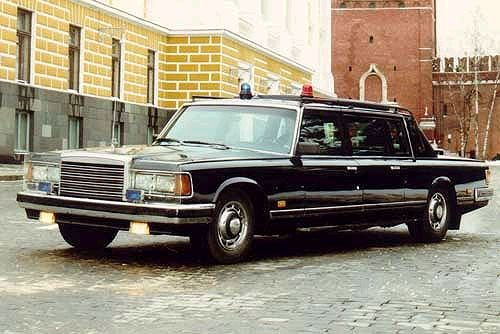
Versão "72 Scorpion" para guardas presidenciais

O ZIL tem sete assentos incluindo o motorista, a velocidade máxima com duas pessoas é listada como "não inferior a 190 km/h". É movido por um motor V8 com carburador de 7,7 L que produz 315 cv (232 kW) e 610 Nm de torque, que aciona as rodas traseiras por meio de uma transmissão automática de três velocidades com as seguintes relações.
- Primeira marcha: 2.02:1
- Segunda marcha: 1.42:1
- Terceira marcha: 1:1
- Ré: 1.42:1

Substituiu o ZIL-4104 em 1985 e praticamente não teve alterações mecânicas em comparação com aquele modelo. As únicas mudanças importantes foram no estilo, que em alguns aspectos, nomeadamente nos espelhos retrovisores, foi sutilmente modernizado em comparação com o estilo dos modelos ZIL anteriores. Os indicadores de mudança de direção dianteiros também foram modernizados, com a "linha horizontal" retangular dando lugar a um formato mais verticalmente orientado, "semelhante a uma porta". Os faróis dianteiros também foram reestilizados, assim como a prateleira traseira.

## Variantes
- ZIL-41047 (1985—2002) — Modelo básico com sete lugares e distância entre eixos de 3.880 mm
- ZIL-41041 (1986—2000) — Sedã de cinco lugares, distância entre eixos de 3.300 mm - 30 carros fabricados, 12 deles em 1997-2000 para o Governo de Moscou[3]
- ZIL-41042 — Ambulância
- ZIL-41044 — Conversível
- ZIL-41049 — Carro de comunicação especial
- ZIL-41052 (1988—2002) — Limusine blindada
- ZIL-4107 (1988—1999) — Carro de comunicação especial
- ZIL-41071 — Carro de comunicação especial
- ZIL-41072 "Scorpion"(1989—1999) — Carro de escolta
- ZIL-4104R (1990) — Carro de filme
- ZIL-41047TB (1992) — Limusine blindada (2 feitas)
- ZIL-410441 (2010) — Três carros pretos para o desfile do Dia da Vitória na Praça Vermelha

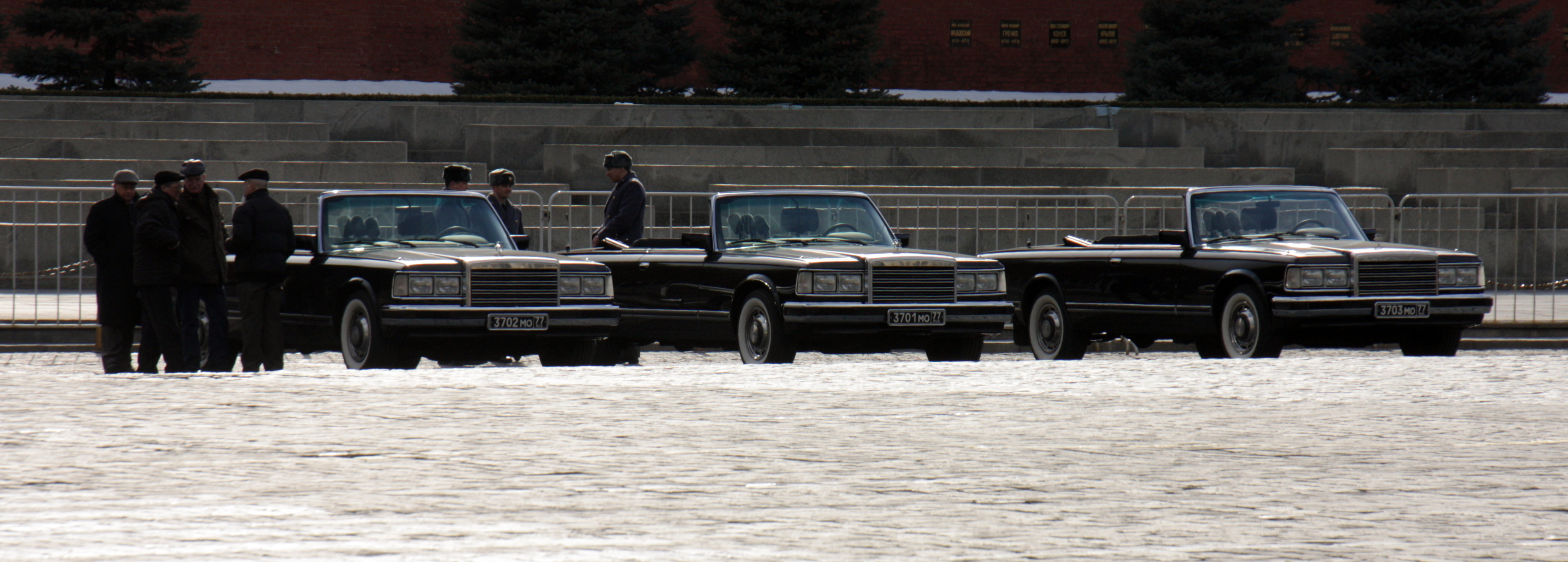
Três ZIL-410441, estacionados na Praça Vermelha
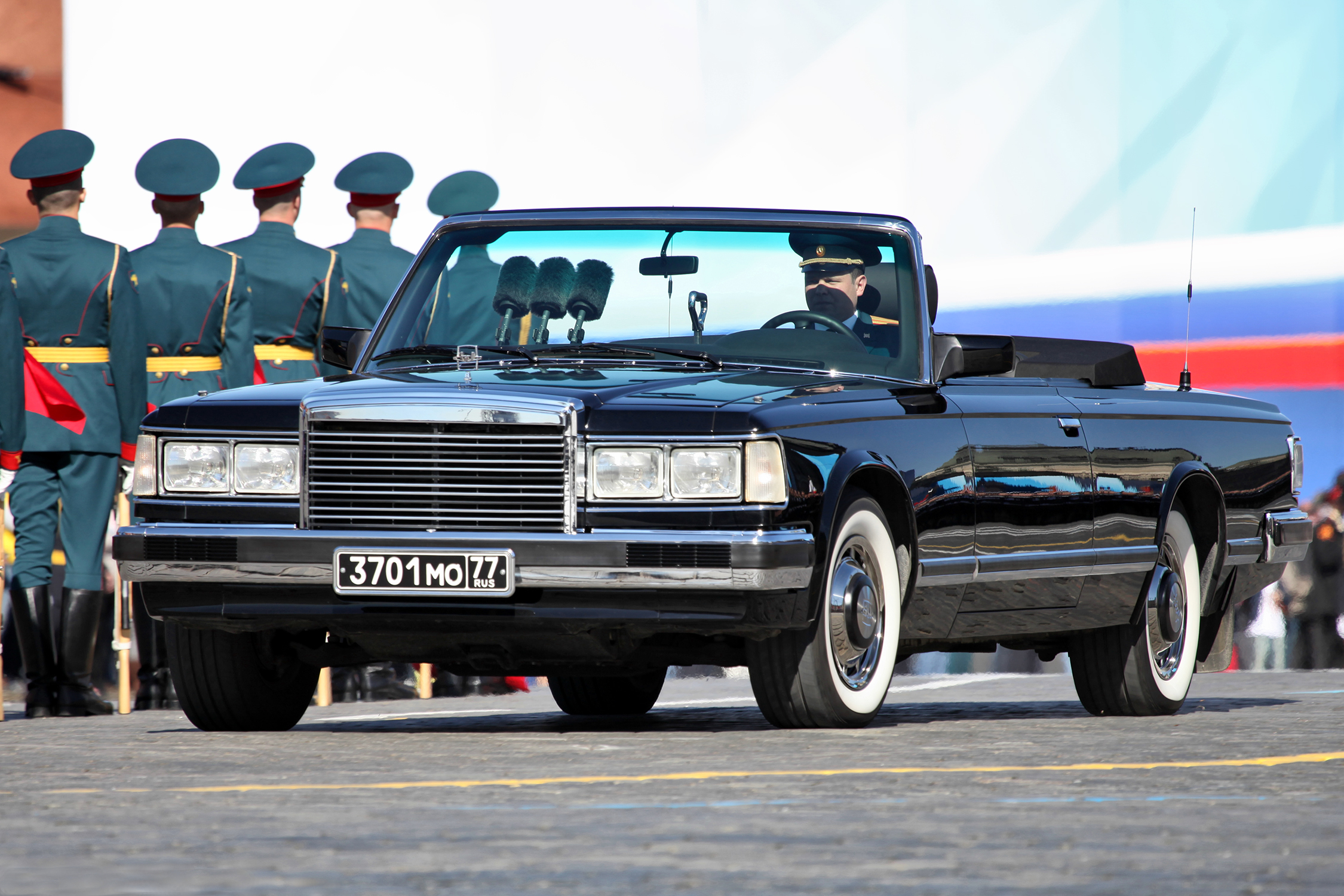
ZIL-410441 na Praça Vermelha
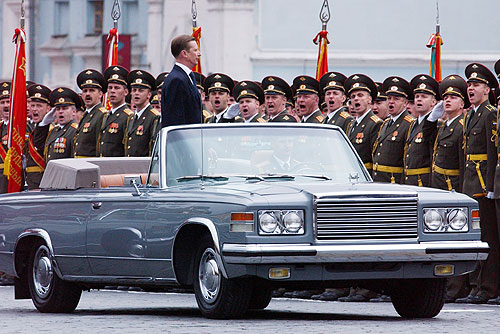
Ex-ministro da Defesa da Rússia, Sergei Ivanov, em um ZIL-41044 na Parada do Dia da Vitória em Moscou em 2004
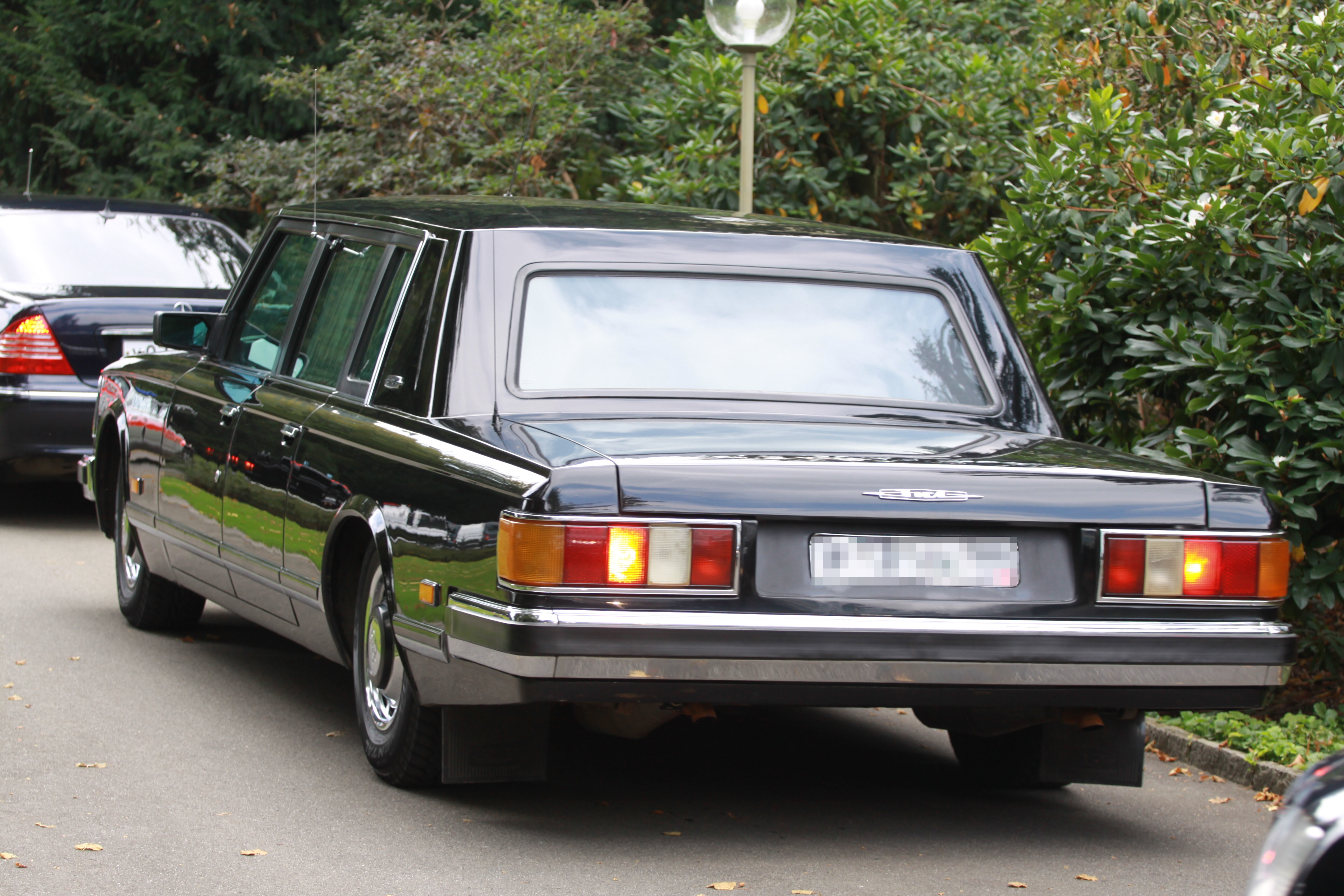
ZIL-41052 usado pelo presidente russo Dimitri Medvedev em Berna, Suíça, em 2009
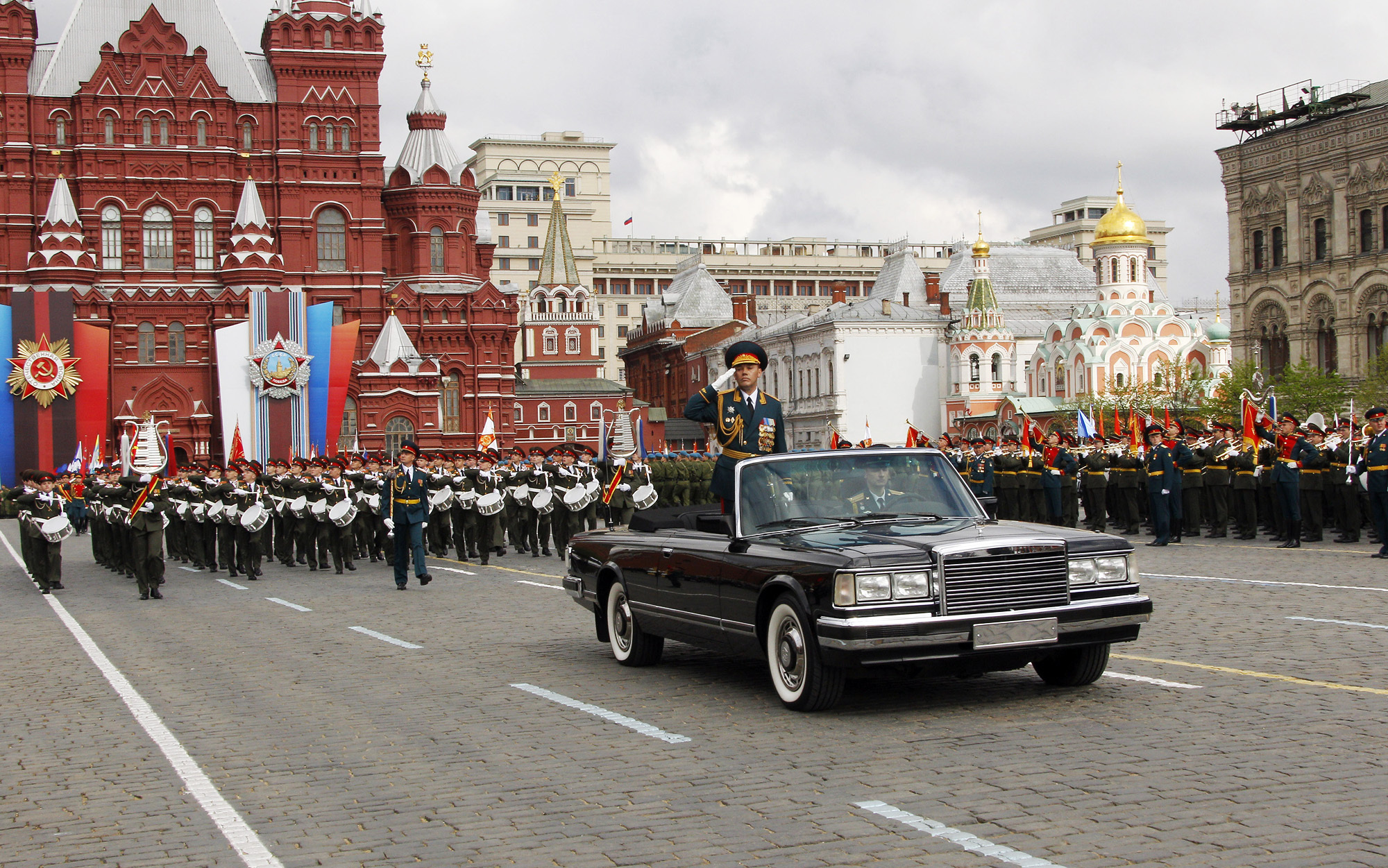
ZIL-410441 desfilando em Moscou no Dia da Vitória de 2011
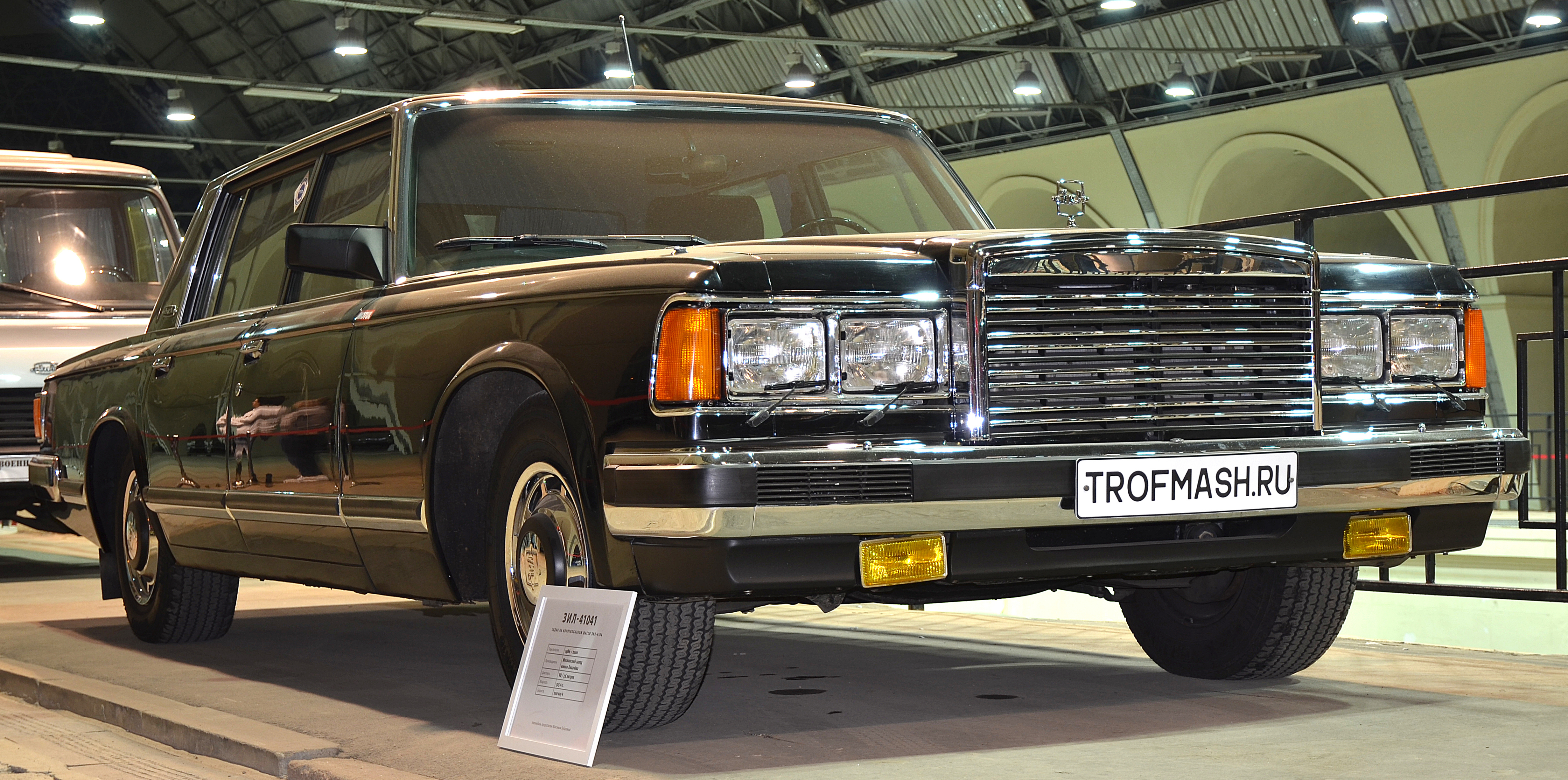
ZIL-41041
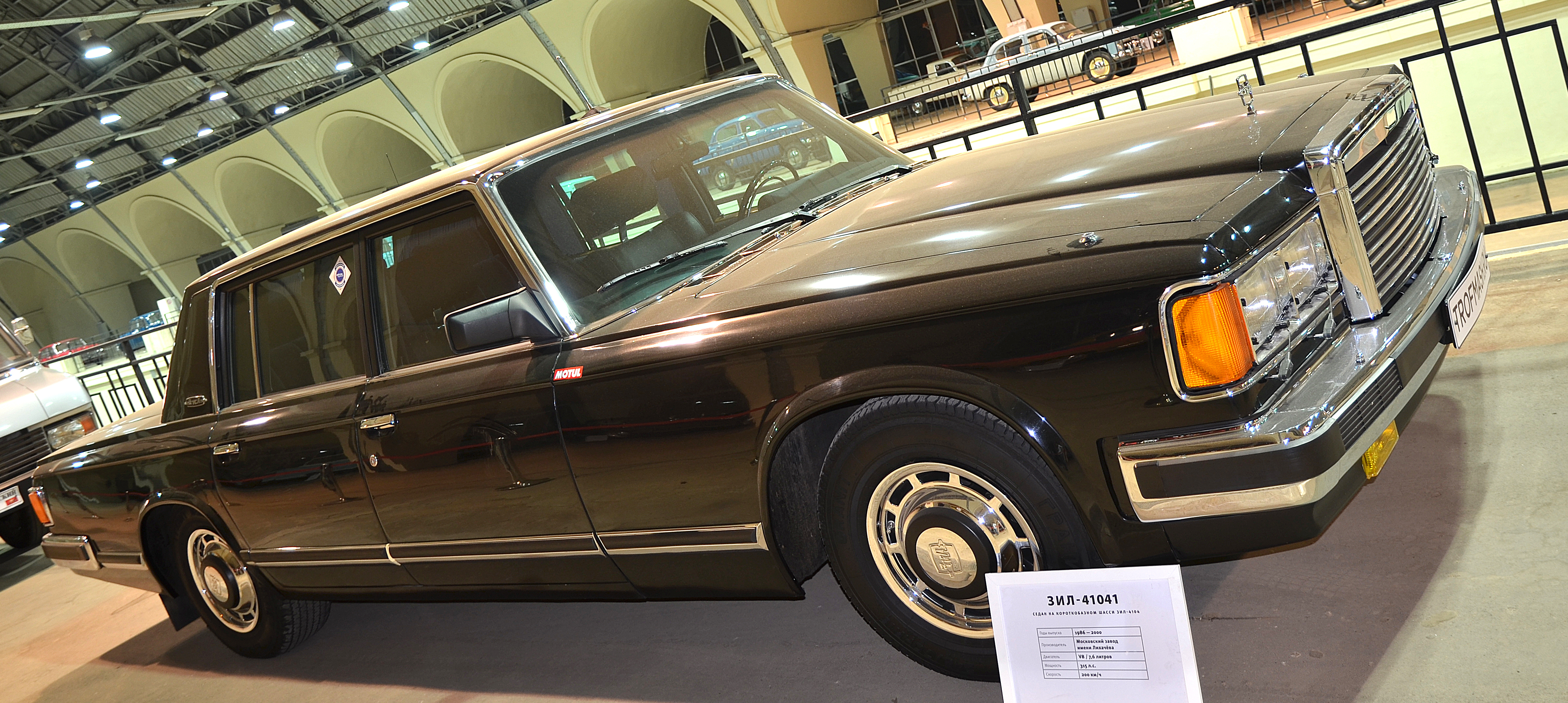
ZIL-41041